# José Cappel
Joseph Henry Cappel Farfsing (Covington, 16 de noviembre de 1908- Curepto, 31 de mayo de 2004) más conocido popularmente como el Reverendo Padre José Cappel, fue un misionero y sacerdote católico radicado en Chile reconocido por la comunidad de Curepto por su trabajo misional que realizó durante 55 años en bicicleta.
El Obispo James Anthony Walsh presidió su primera asignación misionera el 16 de junio de 1935 por la que llegó a Chile para asentarse en la comuna de Curepto. 

## Biografía

### Primeros Años
En Covington, Kentucky, Estados Unidos, un 16 de noviembre de 1908 nace Joseph Henry Cappel, hijo de Joseph Cappel y Eleanora Farfsing, siendo el primogénito de seis hermanos. Asistió a la escuela básica St. Matthew en Norwoody se graduó de la escuela media St. Mary en Cincinnati en junio de 1927 para después asistir a la Universidad de Dayton en Ohio durante dos años, antes de comenzar sus estudios para ser sacerdote diocesano de Cincinnati en el Seminario St. Gregory. Se sintió atraído por las misiones extranjeras que hacían los misioneros Maryknoll que vivían en una casa cerca al seminario.
Más tarde, ingresó a dicho Seminario en septiembre de 1931 y conoció al cofundador de Maryknoll, el Obispo James Anthony Walsh, quien presidió su primera asignación misionera el 16 de junio de 1935.

### Peregrinación
En 1935 el padre Cappel inició su primera asignación misionera al extranjero en Corea del Norte, que en ese entonces estaba bajo dominio japonés. En el contexto de la Segunda Guerra Mundial, el padre Cappel y otros nueve sacerdotes estadounidenses fueron enviados a campos de internamiento por cinco meses, bajo un acuerdo del gobierno japonés con el de Estados Unidos para intercambiar prisioneros civiles. 
El año 1943, el padre Cappel es asignado a Chillán, Chile. Llegó el 29 de marzo de 1943 Valparaíso. Ese mismo año fue nombrado en el cargo de superior para la región de Ñuble. Dos años después, en 1945, fue nombrado párroco de la Parroquia San Vicente, en Chillán. 
El padre Cappel permaneció en Chile durante toda su vida, excepto en 1947, en el que sirvió en Estados Unidos como asistente del director espiritual en el Seminario Maryknoll en Ossining, Nueva York. Volvió a Chile en 1948, como Vicario Cooperador de la parroquia en Temuco.
En 1949 fue nombrado para la Parroquia Nuestra Señora Del Rosario en Curepto, en la diócesis de Talca. En ese entonces, el Padre Cappel tenía 34 años y no dejó de recorrer Curepto en su bicicleta ayudando a personas que lo acudían. En sus 50 años de estadía en la comuna, fundó el hogar de ancianos San Vicente de Paul, una escuela parroquial, y ayudó a remodelar el cementerio de Curepto.

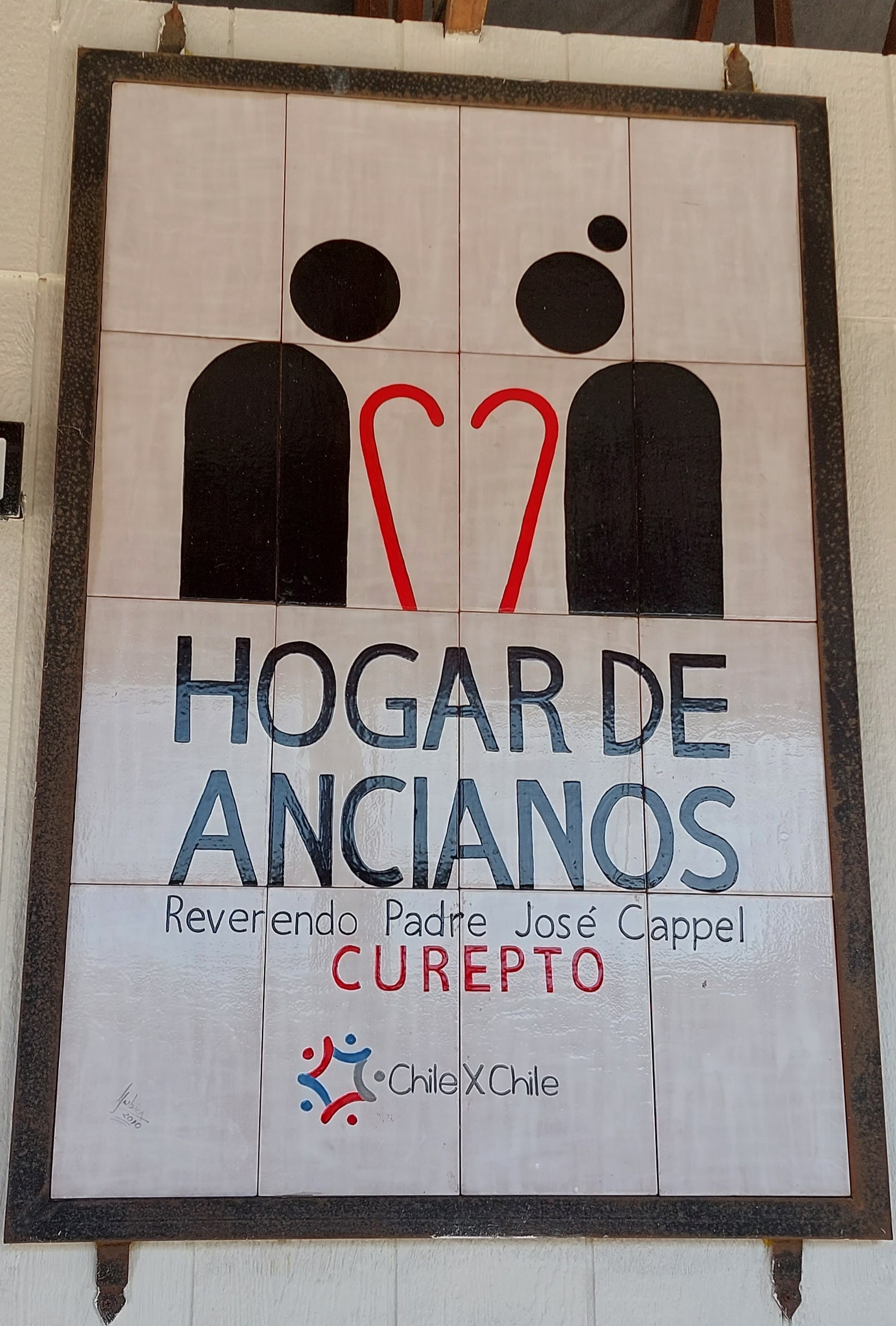
Hogar de ancianos Padre José Cappel, Curepto, Chile.

### Acción Social
El Padre José Cappel realizó diversas acciones sociales dirigidas a niños y niñas en situación de abandono y adultos mayores, así como también con poblaciones de la comuna. Su obra social más reconocida es el Hogar de ancianos Reverendo Padre José Cappel. Por decisión propia, el Padre no aceptó asignarle su nombre, sino que le asignó en vida  como Hogar San Vicente de Paul.  
Generando identidad en los cureptanos, llegó a todos los rincones de la comuna en su bicicleta, evangelizó por 55 años en Curepto, y con ello, hoy en la actualidad su espíritu caritativo lo ha llevado a encontrarse en la etapa “siervo de Dios” para su santificación.

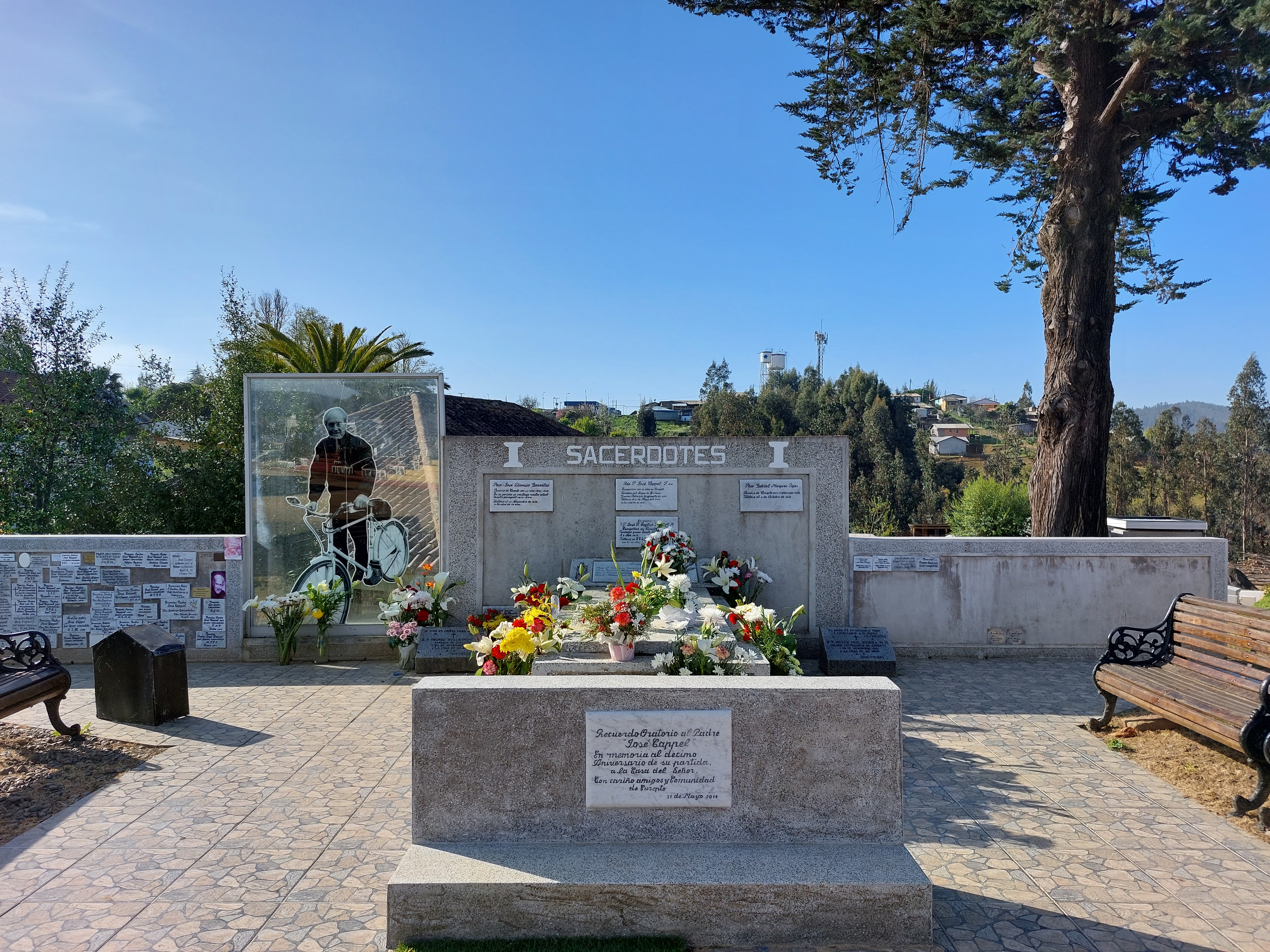
Tumba del Padre José Cappel, Cementerio de Curepto, Curepto, Chile.

### Muerte
El padre José Cappel falleció el 31 de mayo de 2004, a pesar de padecer una diabetes avanzada, su deceso fue ocasionado por un paro cardiorrespiratorio  a sus 96 años. 
Su funeral se realizó el 2 de junio de 2004. El obispo de Talca presidió la Eucaristía acompañado por 40 sacerdotes y con toda la comuna reunida masivamente en la Plaza de Armas de Curepto.

## Proceso de Beatificación
El proceso de beatificación del Padre José Cappel se inició el 31 de mayo de 2016, 12 años después de su deceso. La ceremonia se llevó a cabo en el hogar de ancianos de Curepto, cumpliendo exitosamente el primer paso de este proceso, conocido como ser siervo de Dios.

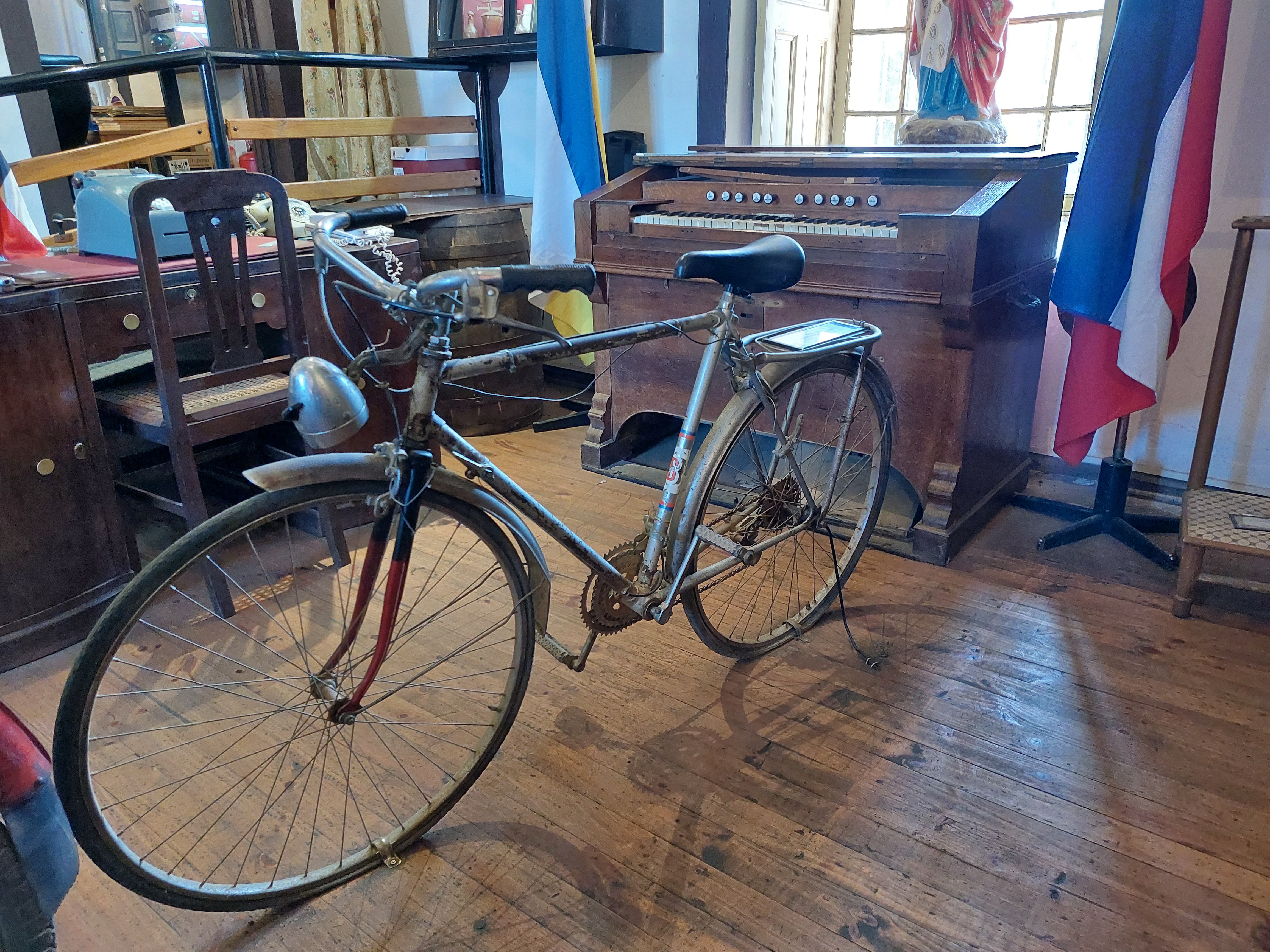
Bicicleta del Padre José Cappel, Museo Parroquial, Curepto.

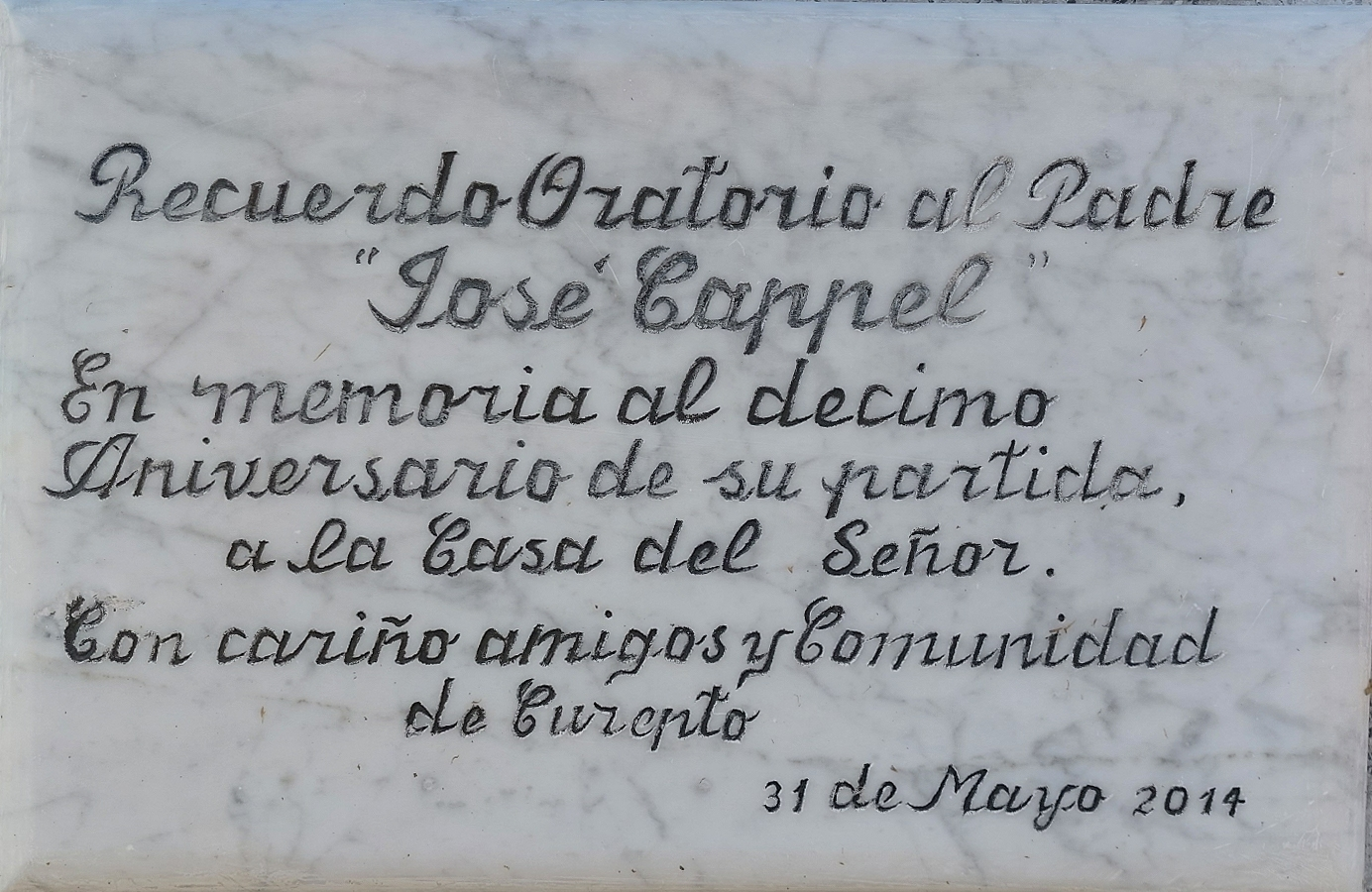
Lápida Oratorio al Padre José Cappel, Cementerio de Curepto, Curepto, Chile.

## Legado
El 31 de mayo de 2014 se rindió homenaje al padre José Cappel en su tumba en el cementerio local, por el décimo aniversario de su partida, asimismo, se construyó un oratorio y un monumento conmemorativo dirigido hacia él.
El 17 de agosto de 2014 se realizó la ceremonia de inauguración del monumento al “Padre José Cappel”.

El Reverendo Padre José Cappel cuenta con una sección en el museo de Curepto en el área parroquial en la que se pueden encontrar su pertenencias y reconocimientos otorgados por el municipio de Curepto

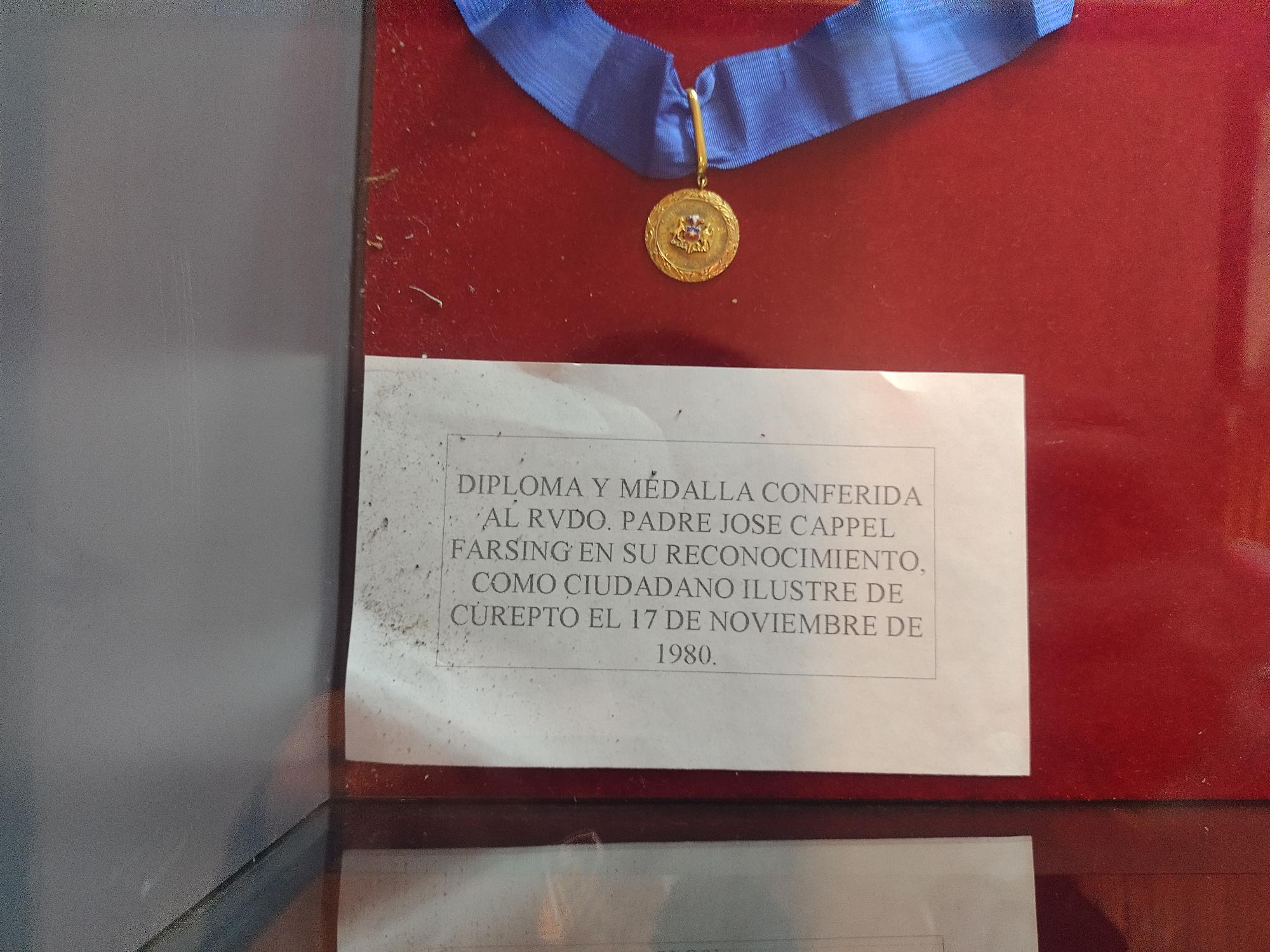
Medalla Conferida al Rvdo. Padre José Cappel, Museo Parroquial, Curepto, Curepto, Chile.

## Cultura Popular
El hombre Santo de Curepto, como lo denominan los locatarios, se caracterizó por recorrer los caminos de tierra para visitar a feligreses en áreas remotas sin distinción, esto le dio al reverendo padre José Cappel el título de “El padre de la bicicleta”, evangelizando por 55 años.

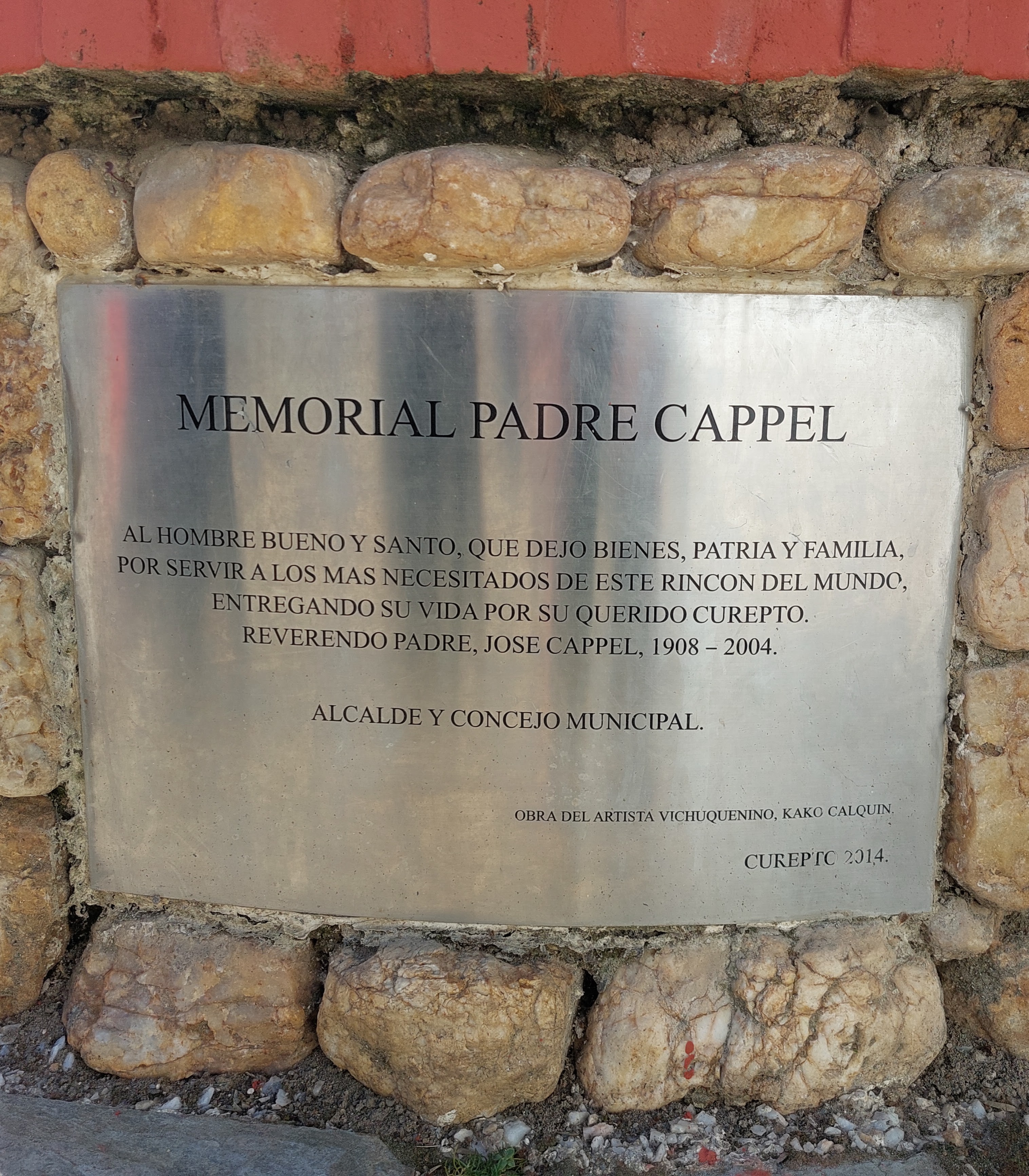
Placa del Monumento Padre José Cappel, Plaza de armas de Curepto, Chile.

### Monumento conmemorativo Padre Cappel
El año 2014, la Ilustre Municipalidad de Curepto decidió rendirle homenaje con una estatua, situada frente a la Plaza de Armas de Curepto, que inmortaliza al padre José Cappel, encargando dicha tarea al artista vichuquenino Kako Calquín. La estatua destaca por considerar la figura del padre en su icónica bicicleta, así, como todos los habitantes de Curepto lo conocían.

#### Descripción del Monumento
Escultura de fierro estucada en cemento, la bicicleta característica es de fierro, además de tener partes de bicicletas y triciclos estucadas en cemento. Para la construcción del monumento se destinaron 14 millones de pesos.